# Bundesamt für Zulassungen in der Telekommunikation

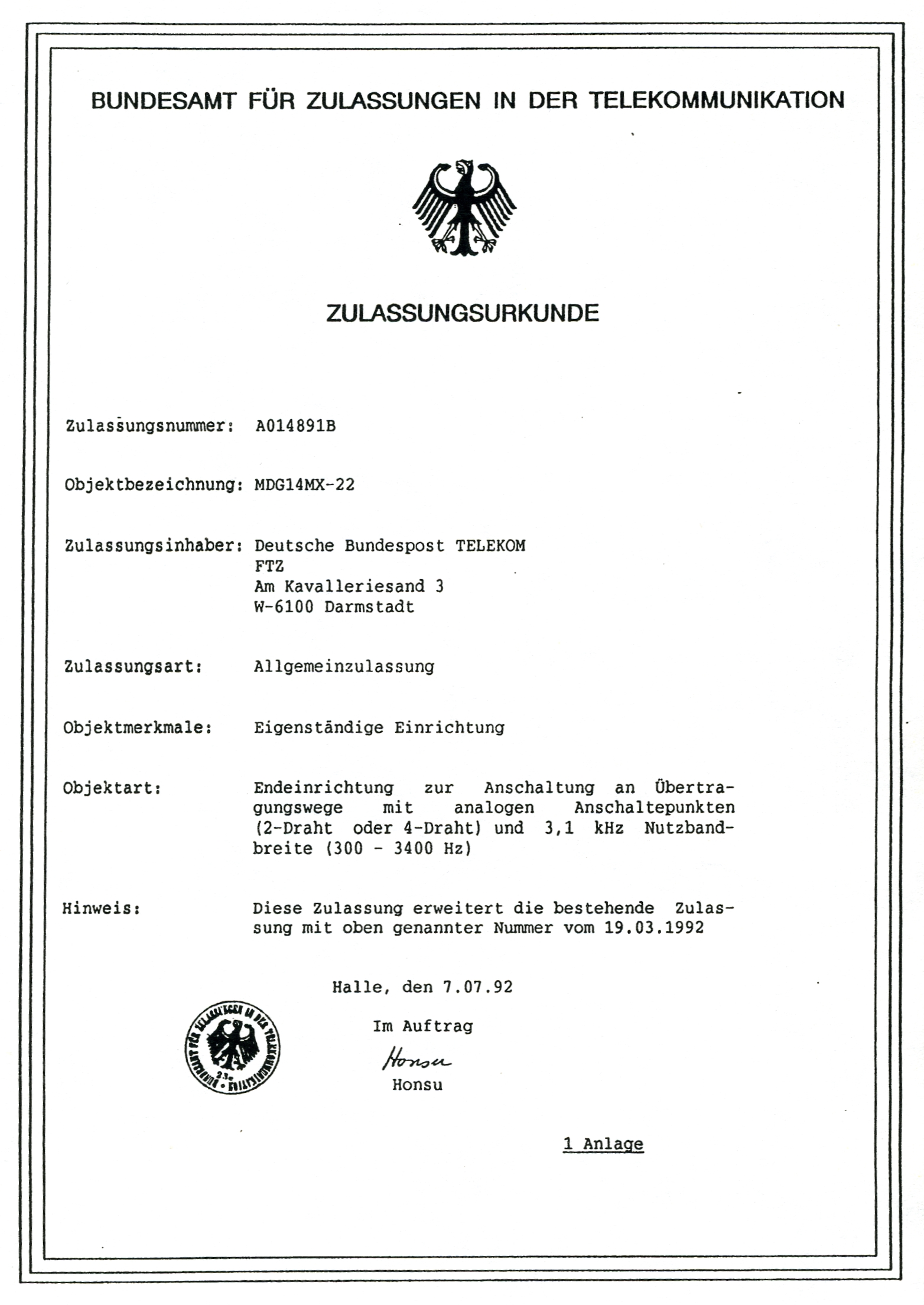
Beispiel einer Zulassungsurkunde des BZTs (Außenstelle Halle)

Das Bundesamt für Zulassungen in der Telekommunikation (BZT) mit Sitz in Saarbrücken war eine Deutsche Behörde. Sie prüfte Telekommunikationsgeräte auf deren Funktion, um einen fehlerfreien Betrieb im Telefonnetz zu gewährleisten.

## Geschichte
Der Ursprung des BZTs lag im 1982 gegründeten Zentralamt für Zulassungen im Fernmeldewesen (ZZF), welches die Zulassungsaufgaben vom Fernmeldetechnischen Zentralamt in Darmstadt übernahm. Im Zuge der Postreform wurde das ZZF 1989 aus der damaligen Deutschen Bundespost herausgelöst und als selbstständiges Bundesamt unmittelbar dem Bundesministerium für Post und Telekommunikation unterstellt.

Am 10. März 1992 wurde das ZZF dann in BZT umbenannt. 1996 wurde es schließlich mit dem Bundesamt für Post und Telekommunikation in Mainz zusammengelegt. Nach Überführung eines Großteiles der regulatorischen Aufgaben des BAPTs zur Regulierungsbehörde für Post und Telekommunikation wurden die Aufgaben für die Zulassung schließlich an private akkreditierte Firmen übergeben. Die Labor-Einrichtungen des BZTs in Saarbrücken wurden mit Ablauf der behördlichen Zulassung Anfang 1998 an die Cetecom GmbH verkauft. Mit dem 7. April 2000 endete die nationale Zulassungspflicht und es wurde fortan die Einhaltung der EU-Richtlinie 1999/5/EG von den Herstellern gefordert.
Teile der Aufgaben wurden von der RegTP bzw. der Bundesnetzagentur übernommen, welche bis heute einen Dienstsitz in Saarbrücken unterhält.

## Aufgaben

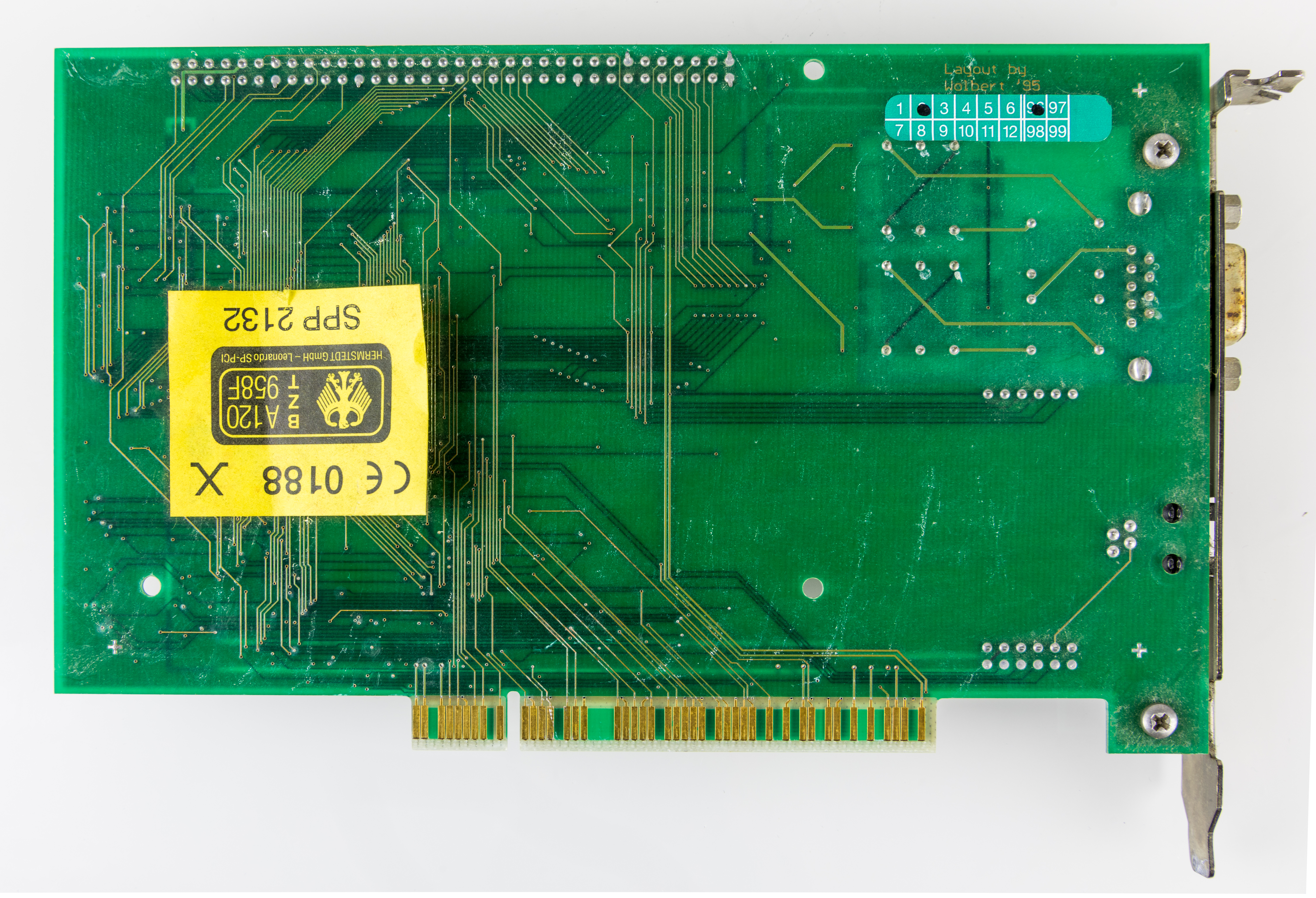
ISDN-Karte von Hermstedt AG mit Aufkleber, der die Zulassung bescheinigt

Das BZT prüfte alle Telekommunikations-Endeinrichtungen (z. B. Telefone, Faxgeräte, Modems, Anrufbeantworter), die an das Netz der Deutschen Bundespost angeschlossen werden sollten. Bei erfolgreich bestandener Prüfung wurde eine Zulassungsurkunde erteilt und die Geräte mussten mit der sogenannten BZT-Zulassungsnummer versehen werden. Diese zeigte anfänglich (ab 1986) das Posthorn, nach Umwandlung des ZZFs in das BZT dann den Bundesadler (ab 1992).

Ziel war es, Störungen im Netz zu unterbinden. Da andere hochfrequente Strahlung, wie z. B. von Funkgeräten und Komponenten für Fernsehempfang, Einfluss auf das Telekommunikationsnetz haben konnte, mussten auch diese Geräte und Komponenten durch das BZT geprüft und zugelassen werden. Die Kosten hatten die Hersteller zu tragen.

## Kritik
Die relativ strengen Vorschriften und die nicht unerheblichen Kosten in Verbindung mit der Monopolstellung der Deutschen Bundespost führten zu ständiger Kritik, insbesondere durch Organisationen wie z. B. den Chaos Computer Club. In den Anfangsjahren der Datenkommunikation waren nur Modems der Deutschen Bundespost verfügbar, die nur zu sehr hohen Preisen gemietet oder gekauft werden konnten. Modems anderer Hersteller wurden nicht zugelassen. Der Betrieb nicht zugelassener Geräte konnte, bei Störungen im Netz, mit erheblichen Bußgeldern belegt werden und zur Beschlagnahmung der Geräte führen. Ausländische Hersteller zeigten daher wenig Interesse, trotz Kompatibilität zum deutschen Netz, ihre Geräte für den deutschen Markt zuzulassen.